# Zona Oeste de Guaratinguetá
A Zona Oeste de Guaratinguetá é a maior zona administrativa da cidade, bem como a Zona mais populosa. A região foi uma das primeiras a ser urbanizada, logo após o Centro e a Zona Sul. É recortada pela Avenida João Pessoa mais movimentada da cidade, é sede da Câmara Municipal e da Escola de Especialistas de Aeronáutica. Localizam-se, ainda, na Zona Oeste importantes infraestruturas municipais de vários gêneros, tais como o Ginásio Municipal, o Aeroporto Edu Chaves, o centro de Assistência Médica Especializada da cidade, além de escolas, centros culturais, indústrias, comércio e parques.

## Trânsito

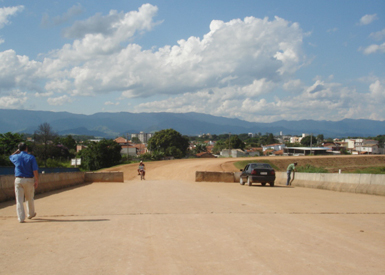
Obras do Anel-Viário Mário Covas, que hoje se encontra concluído.

A Zona Oeste é recortada pela Avenida mais movimentada da cidade, Avenida João Pessoa, sendo que a mesma está conecta à Avenida JK através do Anel Viário Mário Covas, que foi construído para desafogar o trânsito daquela, na altura do macrobairro do Alto Pedregulho. Outra via importante da Zona Oeste, é a Avenida Ministro Salgado Filho, que interliga a Avenida João Pessoa à Escola de Especialistas de Aeronáutica. A urbanização dos bairros do Pedregulho, Alto Pedregulho, Vila Comendador e Residencial Costa e Silva é estruturada com ruas paralelas de dois metros de diâmetro, recortadas por ruas perpendiculares com três metros de diâmetro, sendo que essas, desembocam seu fluxo diretamente na Avenida João Pessoa. Na periferia da Zona Oeste destacam-se a Estrada Vicinal Presidente Tancredo de Almeida, Avenida São Dimas e a Estrada Vicinal Céaser Zangrandi.

## Qualidade de vida

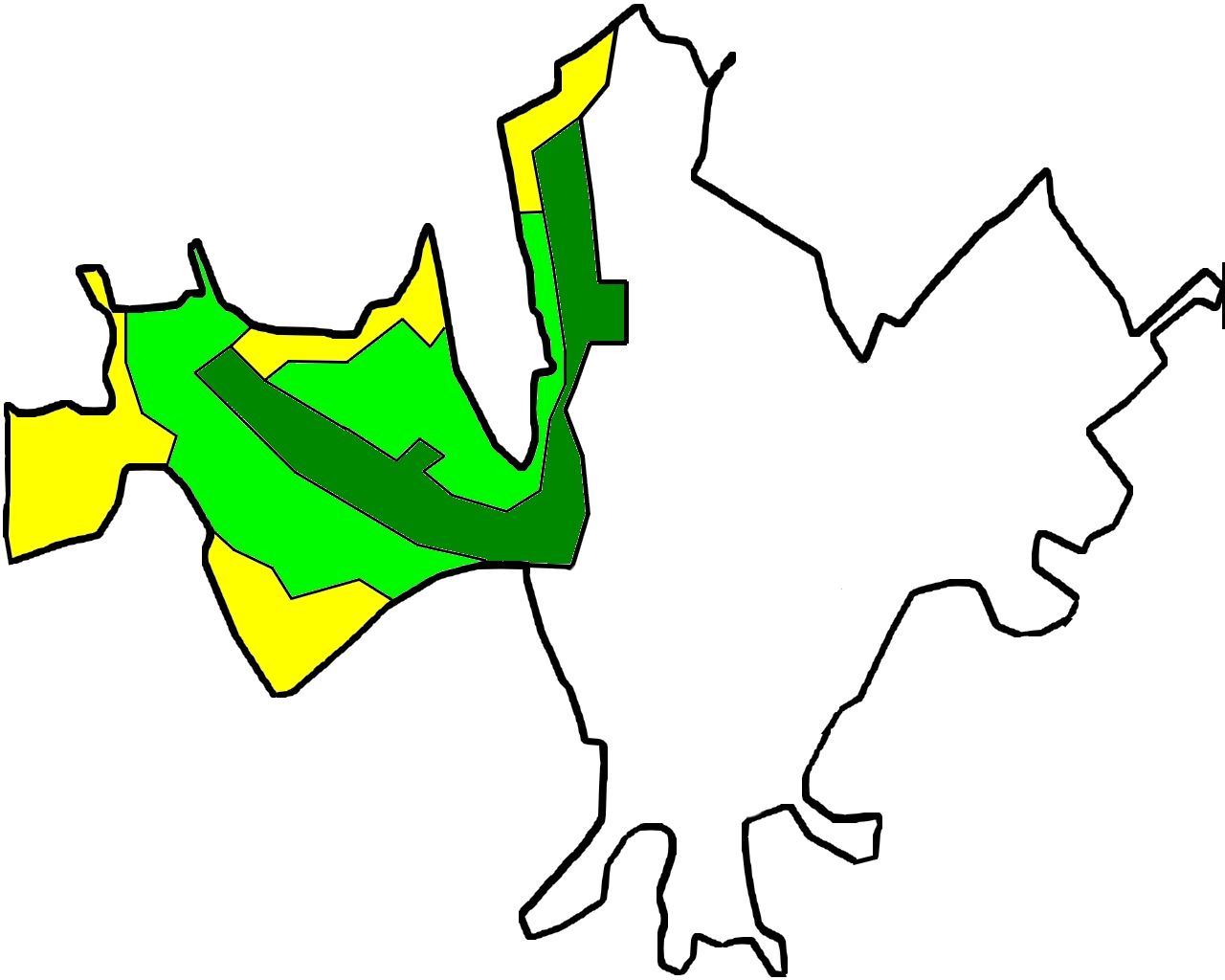
IDH na Zona Oeste.

A Zona Oeste é a região mais populosa e também uma das mais contrastantes regiões da cidade. Por apresentar área periférica muito extensa, acaba por ocorrer o distanciamento da população dos serviços públicos, ficando, assim, uma parcela dos moradores segregada do acesso eficiente à serviços como cultura, lazer, saúde e transporte.
A Região apresenta bairros em forma de condomínios, tais como Jardim Panorama I e II e Residencial Hípica, que figuram como alguns dos bairros mais caros da cidade. Apresenta, também, condomínios populares e bairros construídos pela ação do Estado, como BNH e CECAP. O IDH da Zona Oeste apresenta um declínio, quanto mais se distancia da Avenida João Pessoa, tanto no sentido Leste, bem como no sentido Oeste - salvo a parte do extremo norte da Zona Oeste, onde localizam-se os Condomínios de Alto Padrão Jardim Panorama I e II, Residencial Hípica e Village Mantiqueira -. Um outro tipo de variação de tecido urbano, que é reflexo direto da qualidade de vida da população na Zona Oeste, é a presença de bairros operários - ligados principalmente à instalação da Fábrica de Cobertores e Companhia de Fiação e Tecidos de Guaratinguetá, instalada no bairro do Pedregulho - e bairros de classe média, ligados aos setores de comércio e serviços, predominante na Avenida João Pessoa.